# Asterocheres proboscideus
Asterocheres proboscideus is een eenoogkreeftjessoort uit de familie van de Asterocheridae. De wetenschappelijke naam van de soort is voor het eerst geldig gepubliceerd in 1966 door Stock.